# Katherine Lapthorn
Katherine Anne Lapthorn (1951) was tussen 1978 en 1982 achtergrondzangeres bij de Nederlandse symfonische-rockband Kayak. Samen met Irene Linders vormde ze "De Kayettes". Ze is getrouwd met Peter Scherpenzeel (de broer van Ton en basgitarist van Kayak).
Ze schreef tekst en muziek voor het nummer "Astral Aliens" op Kayaks album Periscope life uit 1980, alsmede een aantal teksten voor nummers op albums in dezelfde tijdlijn als Scherpenzeel.
Lapthorn is te beluisteren op de albums Phantom of the Night (1978), Periscope Life (1980), Merlin (1981) en Starlight Dancer/Phantom of the night (compilatie, 1988).
Haar lievelingsalbum van Kayak is Starlight Dancer ; ze noemde het in 2022 een "intelligent meesterwerk", maar zong er zelf niet op mee.
Dochter Rose-Anne Scherpenzeel specialiseerde zich net als haar vader in glaskunst.